# Karel Marinus Choennie
Karel Marinus Choennie (Wanica, 20 de dezembro de 1958) é um clérigo surinamês e bispo católico romano da Diocese de Paramaribo.

## Biografia
Karel Choennie nasceu em uma grande família, ele é o quarto de onze irmãos. Ele estudou na Universidade Católica de Nijmegen, onde se formou em educação (1976-1978). Continuou seus estudos no Seminário Regional de St. John Maria Vianney em Port of Spain, na Universidade das Índias Ocidentais (1978-1984) e formou-se em Teologia Pastoral pela Universidade Católica de Louvain (1996-1998). Recebeu o diaconato em 9 de setembro de 1984 e o sacramento da ordenação em 30 de setembro de 1985 para a Diocese de Paramaribo.
Durante a ditadura militar, Choennie foi um crítico vocal das violações dos direitos humanos que ocorreram. Quando criticou a anistia pelos assassinatos de dezembro, foi rotulado de inimigo do povo pelo presidente Dési Bouterse.
Além de várias tarefas na pastoral paroquial, de 1999 a 2003 foi vigário episcopal na diocese de Paramaribo. Em 2001 assumiu a direção da paróquia de São Clemente em Paramaribo. Além disso, foi Vigário Geral da Diocese de Paramaribo de 2005 a 2014.
Em 11 de novembro de 2015, o Papa Francisco o nomeou Bispo de Paramaribo. Seu predecessor, Wilhelmus de Bekker, consagrou-o bispo em 24 de janeiro do ano seguinte, na Catedral-Basílica de São Pedro e Paulo de Paramaribo. Os co-consagradores foram o Arcebispo de Port of Spain, Joseph Everard Harris CSSp e o Arcebispo de Nassau, Patrick Christopher Pinder.
Em 2019, Choennie foi um dos bispos que votou pela inclusão de padres casados e mulheres durante o sínodo da Amazônia. O bispo também tem expressado as suas preocupações sobre as alterações climáticas e apelou a uma mudança radical na cultura de produção e consumo.
Choennie foi presidente do Conselho Inter-religioso do Suriname até 2022. É o atual presidente do Comitê de Igrejas Cristãs (CCK).